# Lại Nhã Nghiên
Lại Nhã Nghiên (tiếng Trung giản thể: 赖雅 妍; tiếng Trung Quốc truyền thống: 賴雅 妍; bính âm: làiyǎyán; sinh ngày 5 tháng 12 năm 1979) là một nữ diễn viên và ca sĩ người Đài Loan nổi tiếng với Bromance, Miss Rose, Meteor Garden II và Mars.

## Cuộc sống và sự nghiệp

### Đầu đời và giáo dục
Lai sinh ngày 5 tháng 12 năm 1979 tại Vĩnh Hà, huyện Đài Bắc. Cô là con út trong gia đình có hai cô con gái. Cha cô điều hành một cửa hàng thuốc bắc, và chị gái cô là một giáo viên.
Lai thuận tay trái và có thể tạo ra văn bản phản chiếu viết tay, ngoài việc viết bình thường bằng tay phải. Kết quả là cô ấy thường gặp khó khăn trong việc phân biệt trái phải.
Lai tốt nghiệp trường trung học Đại Đồng thành phố Đài Bắc, nơi cô là Chủ tịch câu lạc bộ khiêu vũ nhạc pop của trường cô. Lai đã hoàn thành bằng Cử nhân về Truyền thông Thông tin tại Đại học Shih Hsin. Năm 2008, cô đăng ký học bán thời gian tại Đại học Ming Chuan.  Cô tốt nghiệp năm 2011 với bằng Thạc sĩ Nghệ thuật quản lý thiết kế.
Lai cũng được cấp phép barista, cô đã đạt được chứng chỉ nhân viên pha chế vào năm 2016.

### Nghề nghiệp

#### Khởi đầu sự nghiệp
Năm 1999, Lai xuất hiện trên truyền hình lần đầu tiên trên chương trình tạp kỹ Đài Loan Guess trong phân đoạn "Đừng đánh giá một cuốn sách bằng bìa", nơi cô là thí sinh cùng với Hebe Tien của nhóm nhạc nữ SHE, trong số những người khác.  Sau đó cô được một công ty người mẫu tìm kiếm, nơi cô bắt đầu sự nghiệp người mẫu cho các bức ảnh tạp chí, quảng cáo trên Truyền hình, sản xuất video âm nhạc và chương trình thời trang.
Năm 2002, Lai được nhà sản xuất truyền hình nổi tiếng Angie Chai săn đón sau khi xuất hiện trong video âm nhạc của Vic Chou.
Vào tháng 12 năm 2004, Lai phát hành album phòng thu đầu tiên của cô, Love , bao gồm các bản nhạc phim của bộ phim truyền hình ' Mars and Starry Night , trong đó Lai cũng đóng vai chính.

#### Chuyển thành vai chính
Năm 2010, Lai xuất hiện cùng với Baron Chen, Lego Lee và Chie Tanaka trong bộ phim truyền hình Because of You .
Sau khi tốt nghiệp Thạc sĩ Nghệ thuật vào tháng 1 năm 2011, Lai được nhận vai trong bộ phim cảnh sát tội phạm Next Heroes . Phim bắt đầu quay trong cùng tháng và chỉ bắt đầu phát sóng vào tháng 10 cùng năm. Đồng thời vào năm 2011, Lai đóng vai Su Hai-er trong bộ phim truyền hình cổ trang Kho báu vô giá năm 1949 . Vai diễn đã mang về cho cô đề cử Nữ diễn viên chính xuất sắc nhất tại Lễ trao giải Chuông vàng lần thứ 46.
Năm 2012, Lai được chọn tham gia bộ phim hài lãng mạn Miss Rose của SETTV, trong đó cô đóng vai nhân vật chính diện đối diện với Roy Chiu.

#### Ngày càng phổ biến
Năm 2014, Lai được chọn vào vai A Bu-si, một nhân viên pha chế đồng tính nữ trong bộ phim chuyển thể Café rất được mong đợi . Đang chờ đợi. Love do tiểu thuyết gia nổi tiếng người Đài Loan Giddens Ko chấp bút. Lai bắt đầu học barista và để tóc dài để chuẩn bị cho vai diễn, thậm chí cô còn không tham gia bất kỳ sự kiện công khai nào để giữ bí mật về việc tham gia bộ phim trước khi công bố tuyển chọn diễn viên.  [ nguồn không dùng nữa ]
Lai cũng được chọn vào vai huấn luyện viên siêu việt dã trong bộ phim điện ảnh đầu tiên của Châu Kiệt Luân với tư cách là nhà sản xuất điều hành, 10.000 Miles , đóng cùng Sean Huang và Darren Wang. Để chuẩn bị cho vai trò của một huấn luyện viên ultramarathon, Lai đã trải qua quá trình đào tạo trong ba tháng dưới sự điều hành của vận động viên và nhà sản xuất siêu việt, Kevin Lin.  Phim được phát hành vào tháng 12 năm 2016 với sự đón nhận của giới phê bình kém.
Vào tháng 9 năm 2015, Lai đã nhận được đề cử thứ tư cho Giải thưởng Chuông vàng cho Nữ diễn viên chính xuất sắc nhất trong phim truyền hình hoặc tiểu thuyết cho vai diễn trong bộ phim The End of Love .  Cùng tháng, Lai bắt đầu quay cho bộ phim hài lãng mạn Bromance , trong đó cô đóng vai Pi Ya-nuo, một cô gái phải giả trai cho đến sinh nhật thứ 26 để được bảo vệ một cách suôn sẻ- cuộc sống chèo thuyền.  Bộ phim đã kết thúc thời gian phát sóng với thành công vang dội trong nước và quốc tế, và Lai đã nhận được sự ủng hộ to lớn cho vai diễn của cô trong phim.
Năm 2016, Lai tham gia dàn diễn viên của vở nhạc kịch More Than Words , bộ phim tôn vinh cuộc đời và các tác phẩm của nghệ sĩ âm nhạc Chang Yu-sheng.
Năm 2018, sau một thời gian ngắn đóng phim, Lai quay lại màn ảnh nhỏ trong bộ phim truyền hình Meet Me @ 1006 với tư cách khách mời. Lai sau đó được chọn cùng với Sammi Cheng, Kenny Bee và Richie Jen trong bộ phim Fagara , bộ phim chuyển thể trên màn bạc từ tiểu thuyết Wo De Ai Ru Ci Ma La của Amy Cheung. Vai diễn này đã mang về cho cô một đề cử Nữ diễn viên chính xuất sắc nhất cho Giải thưởng của Hiệp hội phê bình phim Hồng Kông.
Lai cũng đóng vai chính trong bộ phim chiến tranh của công ty blockchain The Last Thieves cùng với Yen Tsao, Joanne Tseng và Eric Tsang, được phát hành vào mùa thu năm 2019.

## phim

### Tivi
| Năm       | Tiêu đề tiếng anh           | Tiêu đề ban đầu      | Vai trò               | Ghi chú                |
| --------- | --------------------------- | -------------------- | --------------------- | ---------------------- |
| 2002      | Vườn sao băng II            | 流星花園 Ⅱ           | Mimi                  |                        |
| 2003      | Học sinh trung học cay      | 麻辣 高校 生         | Chen Hui-min          | Sự xuất hiện của khách |
| 2003      | Chào cô gái làm việc        | Chào 上班 女郎       | Tseng Ai-lin          |                        |
| 2003      | Bão tình yêu                | 狂愛龍捲風           | Tina                  | Sự xuất hiện của khách |
| 2004      | Sao Hoả                     | 戰神                 | Lai Ching-mei         |                        |
| 2004      | Đêm đầy sao                 | 愛 在 星光 燦爛 時   | Megan                 |                        |
| 2005      | Good Beautiful Clinic 2     | 好 美麗 診所 Ⅱ 嘿 哈 | Chen Ruo-nan          |                        |
| 2006      | Im lặng                     | 深情 密碼            | Mi Hsiao-kuang        |                        |
| 2006      | Áo choàng trắng tình yêu    | 白袍 之 戀           | Sun Qian              |                        |
| 2007      | Mối quan hệ ngọt ngào       | 美味 關係            | Jen Ko-hsin           |                        |
| 2007–2008 | Mong gặp lại bạn            | 這裡 發現 愛         | Một nửa của một cặp   | Tập 5                  |
| 2008–2009 | Câu chuyện thời gian        | 光陰 的 故事         | Wang Chien-chien      |                        |
| 2010      | Vì bạn                      | 星光 下 的 童話      | Yu You-tung           |                        |
| 2010      | Họ Gạo                      | 飯糰 之 家           | Yen Hsin-ya           |                        |
| 2011      | Kho báu vô giá 1949         | 瑰寶 1949            | Su Hai-er             |                        |
| 2011      | Anh hùng tiếp theo          | 真的 漢子            | Hai Qiao              |                        |
| 2012      | Cô hoa hồng                 | 螺絲 小姐 要 出嫁    | Luo Sze-yi            |                        |
| 2013      | Hai người cha               | 兩個 爸爸            | Fang Ching-chu        |                        |
| 2013      | Jiu Jiu Nu Er Hong          | 九九 女兒紅          | Tao Jiudan            |                        |
| 2014      | Giày cao gót và một Scalpel | 白袍 下 的 高跟鞋    | Wu Ya-fan             |                        |
| 2015–2016 | Tình anh em                 | 愛上 哥們            | Pi Ya-nuo / Pi Ya-chi |                        |
| 2018      | Gặp tôi @ 1006              | 1006 的 房客         | Chen Yu-fang          | Sự xuất hiện của khách |

### Phim ảnh
| Năm      | Tiêu đề tiếng anh                     | Tiêu đề ban đầu                 | Vai trò             | Ghi chú                        |
| -------- | ------------------------------------- | ------------------------------- | ------------------- | ------------------------------ |
| 2004     | Miễn phí như tình yêu                 | 浮生若夢                        | Ah Pin              |                                |
| 2005     | Cuộc sống thế nào                     | 生命 狂想曲                     | Lai Hsin-yi         | Tivi                           |
| 2005     | Giấc mơ của Ashia                     | 愛絲希雅 的 夢中 夢             | Y tá                | Sự xuất hiện của khách         |
| 2005     | Chocolate Rap                         | 巧克力 重 擊                    | Ally Lin            |                                |
| 2006     | Bán đấu giá ở một góc của thế giới    | 拍賣 世界 的 角落               | Fran                | Tivi                           |
| 2007     | Xe máy bốc cháy!                      | 燃燒 吧！ 機車                  | Wu Ke-wei           | Phim ngắn                      |
| 2008     | Phòng khám bệnh                       | 黑道 診所                       | Ai Hsiao-hui        | Tivi                           |
| 2009     | Đài Bắc 24H                           | 台北 異 想                      | Megan Lai           | Phân đoạn "Chia sẻ buổi sáng"  |
| 2009     | YÊU VÀ QUÝ                            | 愛 到底                         | Yên                 | Phân đoạn "San sheng you xing" |
| 2011     | Anh vẫn sẽ yêu em chứ                 | 妳 是否 依然 愛 我              | Peggy Tien          |                                |
| 2011     | Em rất đẹp trong mắt anh              | 那些 年 ， 我們 一起 追 的 女孩 | Một nửa của một cặp | Sự xuất hiện của khách         |
| 2012     | Cậu bé nhảy                           | 不倒翁 的 奇幻旅程              | A-yun               |                                |
| 2014     | Đề nghị                               | 家事 提案                       | Lee Hsiao-tung      | Tivi                           |
| 2014     | Quán cà phê. Đang chờ đợi. Yêu và quý | 等 一個 人 咖啡                 | A Bu-si             |                                |
| 2015     | Kết thúc của tình yêu                 | 愛情 的 盡頭                    | Li Yi-lun           | Tivi                           |
| 2016     | 10.000 Miles                          | 一 萬 公里 的 約定              | Ellie               |                                |
| 2019     | Fagara                                | 花椒 之 味                      | Chi nhánh Au-yeung  |                                |
| 2019     | Những kẻ trộm cuối cùng               | 聖人 大盜                       | Hsu Ching           |                                |
| Năm 2020 | Cút khỏi                              | 逃出 立法院                     | Hsiung Ying-ying    |                                |

### Nhiều chương trình
| Năm       | Tiêu đề tiếng anh | Tiêu đề ban đầu | Ghi chú |
| --------- | ----------------- | --------------- | ------- |
| 2005      | Ưu đãi siêu khủng | 超級 好康 A     | Tổ chức |
| 2007–2010 | GoGo Nhật Bản     | N / A           | Tổ chức |

### Video âm nhạc
| Năm  | Họa sĩ                | Tên bài hát                        |
| ---- | --------------------- | ---------------------------------- |
| 2000 | Shino Lin             | "Đây là"                           |
| 2001 | Chiang Yu-heng        | "Phủ nhận"                         |
| 2001 | Stefanie Sun          | "Cánh diều"                        |
| 2001 | Sammi Cheng           | "Tương lai"                        |
| 2001 | Tiger Huang           | "Firework Live"                    |
| 2001 | Shunza                | "Không có người phụ nữ xấu xí"     |
| 2002 | Vic Chou              | "Đường dây nóng để được trợ giúp"  |
| 2002 | Eason Chan            | "Lỗi nam"                          |
| 2002 | Yang Kun và Chen Lin  | "Thế giới của chúng ta"            |
| 2004 | Faith Yang            | "Nữ hoàng"                         |
| 2010 | Huang Pin-nhân dân tệ | "Tình yêu của Song Ngư"            |
| 2010 | A-Lin                 | "Hãy cho tôi một lý do để quên đi" |
| 2011 | Cindy Yen             | "Đi thôi"                          |
| 2012 | Công chúa Ai          | "Tình yêu mãi mãi"                 |
| 2017 | Wu Bai & China Blue   | "Ai Ni Wu Mu Di"                   |
| 2017 | Bii                   | "Nghĩ về em"                       |

## đĩa hát

### Album phòng thu
| Tiêu đề    | Chi tiết anbom                                                                              | Theo dõi danh sách |
| ---------- | ------------------------------------------------------------------------------------------- | --- |
| Yêu và quý | - Phát hành: 28 tháng 12 năm 2004 - Nhãn: Mù tạt đen - Định dạng: CD, tải xuống kỹ thuật số | Theo dõi danh sách 1. 影子 情人 2. 愛死 了 3. 感覺 你 4. 掙脫 5. Ghi chú khó nhất 6. 試著 忘 了 7. 有病 8. 愛 的 決定 權 9. 熱吻 10. 愛 可以 燦爛 很久 |
| KHUÔN MẶT  | - Phát hành: 27 tháng 3, 2015 - Nhãn: Thêm Giải trí - Định dạng: CD, tải xuống kỹ thuật số  | Theo dõi danh sách 1. 臉 2. Tôi ổn 3. Con chó đi lạc 4. 是 我 5. 孤單 的 決定 6. lưu lượng 7. 剛才 8. 獨來獨往 9. 女孩 10. 未完 待續                   |

### Xuất hiện nhạc phim
| Năm  | Tên bài hát | Album                        | Ghi chú |
| ---- | --- | ---------------------------- | ------- |
| 2004 | "Ghi chú khó nhất" | Mars OST                     |         |
| 2004 | "感覺 你" | Đêm đầy sao OST              |         |
| 2004 | "愛 可以 燦爛 很久" | Đêm đầy sao OST              |         |
| 2006 | "轉身 的 時候" | OST im lặng                  |         |
| 2007 | "愛 的 勇氣" | Góc với tình yêu OST         |         |
| 2007 | "有 你 有 我" | OST mối quan hệ ngọt ngào    |         |
| 2007 | "直覺" | OST mối quan hệ ngọt ngào    |         |
| 2010 | "小雨 心事" | OST Because of You           |         |
| 2010 | "團團 愛" | Rice Family OST              |         |
| 2010 | "冬末 之 戀" | Rice Family OST              |         |
| 2011 | "行行好" | Cầu vồng người yêu OST       |         |
| 2011 | "如果 不是 你" | Cầu vồng người yêu OST       |         |
| 2012 | "快樂 不倒翁" | Jumping Boy OST              |         |
| 2012 | Theo dõi danh sách 1. "遇見 對 的 人" 2. "我 愛 誰" 3. "肥皂劇 之 偶像 連 成 戲" 4. "多災多難 的 愛情" 5. "我 也 想當 女主角" 6. "上床？ 床上！" 7. "心動" 8. "醋" 9. "忘掉" 10. "愛． 旋轉" | Crazy Idol Soap OST          | Âm nhạc |
| 2013 | "如果 沒有 你" | Hai người cha OST            |         |
| 2014 | "未完 待續" | High Heels and a Scalpel OST |         |
| 2015 | "Lưu lượng" | Future Mr. Right OST         |         |
| 2016 | Theo dõi danh sách 1. "天天 想 你" 2. "水藍色眼淚" 3. "我 是 一顆 秋天 的 樹" 4. "當 我 開始 偷偷地 想 你"                                                                                   | More Than Words OST          | Âm nhạc |
| 2017 | "依然 是 你" | Art in Love OST              |         |
| 2018 | "舞 魅 娘" | Wuda's Girls OST             |         |

### Tín dụng sáng tác
| Năm  | Album                                           | Họa sĩ                                                                                  | Tên bài hát        | Lời bài hát    | Lời bài hát        | Âm nhạc        | Âm nhạc | Ghi chú                         |
| Năm  | Album                                           | Họa sĩ                                                                                  | Tên bài hát        | Được công nhận | Với                | Được công nhận | Với     |                                 |
| ---- | ----------------------------------------------- | --------------------------------------------------------------------------------------- | ------------------ | -------------- | ------------------ | -------------- | ------- | ------------------------------- |
| 2004 | Yêu và quý                                      | Megan Lai                                                                               | "Ghi chú khó nhất" | Đúng           | 林尚德             | Không          | N / A   | từ Mars OST                     |
| 2004 | Yêu và quý                                      | Megan Lai                                                                               | "感覺 你"          | Đúng           | N / A              | Không          | N / A   | từ Starry Night OST             |
| 2011 | 2 khác nhau                                     | Cindy Yen                                                                               | "釋懷"             | Đúng           | Alang Huang 黃俊郎 | Không          | N / A   |                                 |
| 2012 | Crazy Idol Soap OST                             | Megan Lai                                                                               | "忘掉"             | Đúng           | N / A              | Không          | N / A   |                                 |
| 2014 | Bài hát chủ đề sự kiện từ thiện Mang tôi về nhà | Mickey Huang Fang Wen-lin Landy Wen Xiu Jie Kai Lin Yu-pin Jay Shih Steven Sun Lyla Lin | "帶 我 回家"       | Đúng           | Ian Chen (FIR)     | Không          | N / A   |                                 |
| 2014 | KHUÔN MẶT                                       | Megan Lai                                                                               | "未完 待續"        | Đúng           | N / A              | Không          | N / A   | từ High Heels and a Scalpel OST |
| 2015 | KHUÔN MẶT                                       | Megan Lai                                                                               | "臉"               | Đúng           | N / A              | Không          | N / A   |                                 |
| 2015 | KHUÔN MẶT                                       | Megan Lai                                                                               | "Con chó đi lạc"   | Đúng           | Hoàng thực (FIR)   | Không          | N / A   |                                 |
| 2015 | KHUÔN MẶT                                       | Megan Lai                                                                               | "Lưu lượng"        | Đúng           | N / A              | Đúng           | N / A   | from Future Mr. Right OST       |
| 2015 | KHUÔN MẶT                                       | Megan Lai                                                                               | "剛才"             | Đúng           | Deepwhite 深 白色  | Không          | N / A   |                                 |
| 2015 | KHUÔN MẶT                                       | Megan Lai                                                                               | "女孩"             | Đúng           | N / A              | Đúng           | N / A   |                                 |
| 2018 | Art in Love OST                                 | Megan Lai                                                                               | "依然 是 你"       | Đúng           | Chris Yen 顏維霆   | Không          | N / A   |                                 |

## Giải thưởng và đề cử
| Năm      | Giải thưởng                                             | thể loại                                                              | Công việc được đề cử  | Kết quả    |
| -------- | ------------------------------------------------------- | --------------------------------------------------------------------- | --------------------- | ---------- |
| 2005     | Giải thưởng Chuông vàng lần thứ 40                      | Nữ diễn viên chính xuất sắc nhất trong phim nhỏ hoặc phim truyền hình | Cuộc sống thế nào     | Được đề cử |
| 2005     | Giải thưởng Kim Mã lần thứ 42                           | Người biểu diễn mới xuất sắc nhất                                     | Cuộc sống thế nào     | Được đề cử |
| 2006     | Liên hoan phim Châu Á - Thái Bình Dương lần thứ 51      | Nữ diễn viên tốt nhất                                                 | Cuộc sống thế nào     | Được đề cử |
| 2006     | Liên hoan phim Châu Á - Thái Bình Dương lần thứ 51      | Nữ diễn viên tốt nhất                                                 | Chocolate Rap         | Được đề cử |
| 2011     | Giải thưởng Chuông vàng lần thứ 46                      | Nữ diễn viên tốt nhất                                                 | Kho báu vô giá 1949   | Được đề cử |
| 2013     | Giải thưởng phim truyền hình Sanlih                     | Nữ diễn viên tốt nhất                                                 | Hai người cha         | Được đề cử |
| 2013     | Giải thưởng phim truyền hình Sanlih                     | Nụ hôn đẹp nhất (với Weber Yang)                                      | Hai người cha         | Được đề cử |
| 2014     | Giải thưởng Chuông vàng lần thứ 49                      | Nữ diễn viên chính xuất sắc nhất trong phim nhỏ hoặc phim truyền hình | Đề nghị               | Được đề cử |
| 2015     | Giải thưởng Chuông vàng lần thứ 50                      | Nữ diễn viên chính xuất sắc nhất trong phim nhỏ hoặc phim truyền hình | Kết thúc của tình yêu | Được đề cử |
| 2015     | Giải thưởng phim truyền hình Sanlih                     | Nữ diễn viên tốt nhất                                                 | Tình anh em           | Giành được |
| Năm 2020 | Giải thưởng Hiệp hội phê bình phim Hồng Kông lần thứ 26 | Nữ diễn viên tốt nhất                                                 | Fagara                | Được đề cử |
| Năm 2020 | Giải thưởng điện ảnh Hồng Kông lần thứ 39               | Nữ phụ xuất sắc nhất                                                  | Fagara                | Được đề cử |